# Internationale Vereinbarung über Beförderungsverträge auf Straßen

Mitgliedstaaten der CMR

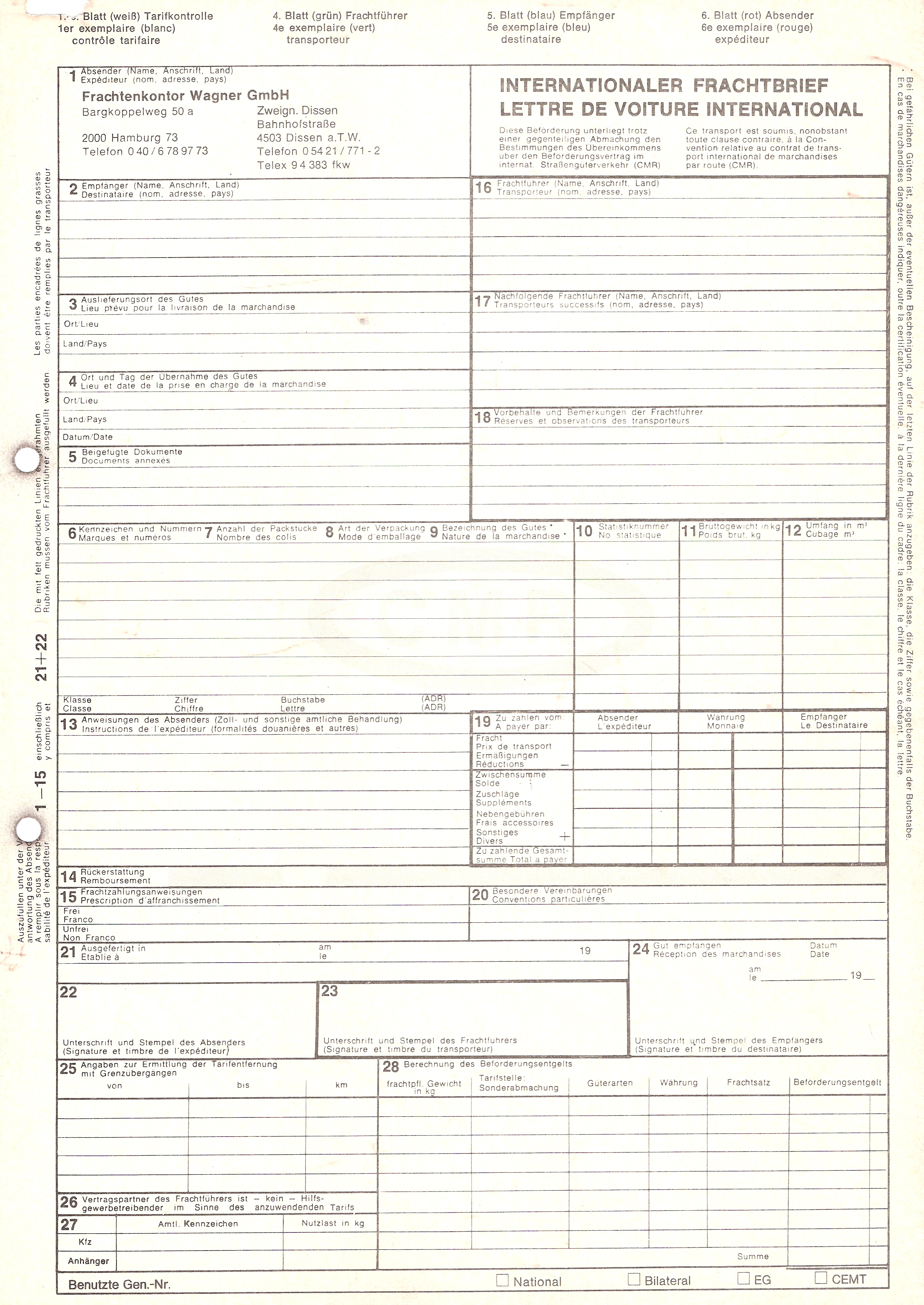
CMR-Frachtbrief für den Internationalen Güterfernverkehr

Die Internationale Vereinbarung über Beförderungsverträge auf Straßen (= CMR von französisch  Convention relative au contrat de transport international de marchandises par route ‚Übereinkommen über den Beförderungsvertrag im internationalen Straßengüterverkehr‘) ist ein Internationaler Vertrag über internationale Transporte, die auf dem Landtransportweg (z. B. mit Lastkraftwagen) durchgeführt werden. Die CMR wurde 1956 unterzeichnet und ist europaweit gültig.

## Details und Rechtsfolgen des CMR-Vertrages

### Anwendungsbereich
- Wenn (mindestens) das Abgangs- oder Empfangsland des Gutes ein CMR-Mitgliedstaat ist, ist die Vereinbarung zwingend von den Vertragsparteien des Frachtvertrages anzuwenden. Die Regelungen der CMR verdrängen in den Mitgliedstaaten der CMR das nationale Transportrecht und sind im Vertragsverhältnis zwischen Absender und Frachtführer zwingend anzuwenden; der CMR entgegenstehende Vereinbarungen sind nichtig (Artikel 41 CMR). Nur soweit die CMR bestimmte Tatbestände nicht regelt, kann eventuell das dann im Einzelfall noch zu bestimmende und auf den Frachtvertrag anwendbare nationale Recht ergänzend eingreifen.
- Eine weitere Voraussetzung für die Durchführung ist, dass die CMR nur ihre Gültigkeit besitzt, wenn Straßenfahrzeuge beladen werden. Das bedeutet, dass Container oder Wechselaufbau allein nicht als Fahrzeuge gelten, sondern nur in Kombination mit dem entsprechenden Fahrzeug.
- Die CMR findet keine Anwendung auf Transporte von Postgütern (die nach den Bestimmungen internationaler Postübereinkommen durchgeführt werden), Umzugsgut oder Leichen.[1]
- Sofern das Gut nicht umgeladen wird, also das gesamte Fahrzeug nebst Gut transportiert wird, findet auch für besondere Transportstrecken (z. B. Eisenbahnhuckepack-Transport, Fährschifftransport) die CMR ausnahmsweise Anwendung (Artikel 2 CMR).

### Vertragsart
Auch der CMR-Transportvertrag ist nach herrschender Meinung ein Konsensualvertrag mit Erfolgsverpflichtung (Werkvertrag).

### Pflichten der Vertragsparteien
- Der Absender beauftragt den Frachtführer mit dem grenzüberschreitenden entgeltlichen Transport eines Gutes über Land.
- Der Absender hat die vereinbarte Fracht zu zahlen.[3] Darüber hinaus hat er – sofern nicht anders vereinbart – das Gut transportsicher zu verpacken. Die Pflicht zur Be- und/oder Entladung bzw. Verstauung ist in der CMR nicht ausdrücklich geregelt.[4] Der Absender hat dem Frachtführer alle notwendigen Informationen über das Gut (insbesondere bei Gefahrgut) rechtzeitig mitzuteilen und ihm die erforderlichen (Fracht-)Papiere auszuhändigen. Dem Absender steht im Regelfall das Verfügungsrecht über das Gut zu (außer es ist anders vereinbart und entsprechend im Frachtbrief festgehalten) (Artikel 12 CMR). Mit Ablieferung geht das Verfügungsrecht im Regelfall auf den Empfänger über.
- Der Frachtführer hat den sicheren und rechtzeitigen Transport sicherzustellen und das Gut am vereinbarten Entladeort abzuliefern.
- Es besteht prinzipiell ein Verbot der Umladung des Gutes; allerdings kann eine solche vertraglich vereinbart oder in Ausnahmefällen durch den Absender angewiesen werden.[5]
- Der Empfänger ist grundsätzlich zwar nicht Vertragspartei des Transportvertrages, aber im Regelfall Begünstigter desselben. Er kann nach Artikel 13 CMR aber vom Frachtführer verlangen, dass dieser nach Ankunft bei ihm die zweite Ausfertigung des Frachtbriefs übergibt und das Gut an ihn abliefert. Im Gegenzug hat er dann die Fracht zu zahlen. Die Höhe der zu zahlenden Fracht ergibt sich aus den Wertangaben im Frachtbrief; hinzu zu rechnen sind die Kosten, die mit dem Transport entstanden sind (z. B. Frachtzuschläge, Standgelder, Zölle, Einfuhrumsatzsteuer). Zudem hat er dem Frachtführer eine Empfangsbestätigung (Quittung) auszustellen.

### CMR-Frachtbrief
Für den Transport kann ein CMR-Frachtbrief ausgestellt werden (Artikel 4 CMR). Fehlt der Frachtbrief, berührt dies aber nicht automatisch die Wirksamkeit des Frachtvertrages.
- Der CMR-Frachtbrief wird in drei Originalausfertigungen erstellt; alle drei Ausfertigungen sind sowohl vom Frachtführer als auch vom Absender zu unterschreiben (Artikel 5 CMR). Bisher ist das Ausstellen eines elektronischen CMR-Frachtbriefes nach h. M. nicht möglich.
- Die im Frachtbrief einzutragenden Angaben werden in Artikel 6 CMR näher beschrieben.
- Sofern der Frachtbrief sowohl vom Absender als auch vom Frachtführer unterschrieben ist, hat der CMR-Frachtbrief die Beweiswirkungen des Artikel 9 CMR. Fehlt eine der beiden Unterschriften, kommt zwar nicht die umfassende Beweiswirkung des Artikel 9 CMR zum Tragen, jedoch kann nach dem ergänzend anzuwendenden nationalen Beweisrecht dennoch eine Beweisvermutung für bestimmte Tatsachen bestehen.
- Bei Übernahme des Gutes nach Artikel 8 CMR obliegen dem Frachtführer Prüfpflichten
- Auf dem CMR-Frachtbrief wird im Regelfall eine CMR-Klausel angegeben, welche besagt, dass die dargestellte Beförderung trotz einer gegenteiligen Abmachung im Zweifel den Bestimmungen der CMR unterliegt. Die Klausel soll nochmals die zwingende Geltung der CMR unterstreichen. Abweichende Regelungen sind nichtig. Die Klausel soll „die Abmachung der Bestimmungen der CMR auch vor Gerichten außerhalb der Vertragsstaaten sichern, indem sie diesen Charakter von vertraglichen Vereinbarungen der Parteien gibt“.
- Der CMR-Frachtbrief enthält automatisch eine Sperrfunktion. Der Absender kann nur verfügen, wenn er sein Frachtbriefexemplar (das erste der drei Originale) vorlegen kann. Das Recht auf nachträgliche Verfügung erlischt mit der Ablieferung des Gutes. Somit kann die Zahlung gegen das erste Original des CMR-Frachtbriefes erfolgen.

### Haftung

#### Grundlagen der Haftung nach der CMR
- Die Haftung in der CMR ist weitestgehend als Gefährdungshaftung ausgebildet. Der Frachtführer hat für den im Obhutszeitraum eingetretenen Schaden verschuldensunabhängig einzustehen, vgl. hierzu Obhutshaftung. Im Gegensatz zur verschuldensabhängigen Haftung (für Vorsatz und Fahrlässigkeit) ist die verschuldensunabhängige Haftung wertmäßig begrenzt, da es unbillig und kaum versicherbar wäre, wenn der Frachtführer trotz fehlendem Verschulden unbegrenzt haften müsste.
- Der Frachtführer hat auch für das Fehlverhalten der von ihm eingesetzten Leute (Bedienstete und Subunternehmer) einzustehen (Artikel 3 CMR).
- Eine Aufhebung der Haftungsbegrenzungen ist vorgesehen, wenn der Schaden durch den Frachtführer oder seine Leute durch qualifiziertes Verschulden verursacht wurde (vgl. Artikel 29 CMR).[6]
- Eine Haftung des Frachtführers besteht im Regelfall jedoch nicht, wenn die Schäden auf einem der Vorkommnisse beruhen, die in Artikel 17 Abs. 4 CMR aufgeführt sind, oder wenn der Schaden auf einem Verhalten des Verfügungsberechtigten (meist der Absender) beruht, auf welches der Frachtführer keinen Einfluss nehmen konnte (Artikel 17 Abs. 2 CMR).
- Mehrere Beförderer haften im Regelfall als Gesamtschuldner für eingetretene Schäden (Artikel 34 CMR).
- Der Absender haftet dem Frachtführer seinerseits für Schäden, die durch Fehlverhalten des Absenders eingetreten sind (z. B. durch falsche Deklaration des Gutes, Artikel 7 CMR)

#### Haftung für Verlust oder Beschädigung des Gutes
- Die Haftung wird bei Güterschäden auf 8,33 SZR (Sonderziehungsrecht) je kg Brutto-Rohgewicht (d. h. einschließlich der Verpackung) als Gefährdungshaftung begrenzt (Artikel 23 Abs. 1, 2 CMR). Maßgeblich ist der Wert des Gutes am Ort und zur Zeit der Übernahme des Gutes (Artikel 23 Abs. 1 CMR).
- Eine Haftungserweiterung ist ausnahmsweise möglich, wenn eine Wertdeklaration, d. h. die Angabe des Wertes des Gutes und des Betrages des besonderen Interesses an der Lieferung, in den Frachtbrief eingetragen wurde. (Artikel 24, 26 CMR) Durch Eintragung der Deklaration wird im Regelfall auch das Frachtentgelt der Fracht erhöht.

#### Haftung für Lieferfristüberschreitung
- Die Haftung bei Lieferfristüberschreitung wird in der CMR auf die einfache Höhe der gezahlten Fracht begrenzt (Artikel 23 Abs. 5 CMR).[7]
- Eine Haftungserweiterung ist ausnahmsweise möglich, wenn eine Wertdeklaration, d. h. die Angabe des Wertes des Gutes und des Betrages des besonderen Interesses an der Lieferung, in den Frachtbrief eingetragen wurde. (Artikel 24, 26 CMR) Durch Eintragung der Deklaration wird im Regelfall auch das Frachtentgelt der Fracht erhöht.

#### Frachtkosten
Frachtkosten, Zölle u. ä. werden gesondert zur jeweiligen Mindesthaftung ersetzt (Artikel 23 Abs. 4 CMR).

#### (Güter-)Folgeschäden
Güterfolgeschäden (z. B. entgangener Gewinn, Verdienstausfall, Betriebsausfallschäden etc.) werden nach der CMR nicht ersetzt, können aber möglicherweise durch ein entsprechendes Lieferinteresse, also eine Eintragung des Lieferwertes (d. h. Eintragung des Warenwertes + Deckungslücke) im Frachtbrief indirekt abgedeckt werden. Vermögensschäden, die unabhängig vom Sachschaden als Verspätungsschäden eingetreten sind, sind auf die Höhe der Fracht beschränkt (Artikel 23 Abs. 5 CMR). Jedoch kann eine solche Folge-Haftung im Einzelfall eventuell aus ergänzend anzuwendendem nationalen Recht hergeleitet werden.

### Reklamationsfristen und Verjährung

#### Reklamationsfristen
Die Reklamationsfristen regeln sich nach Artikel 30 CMR (bei äußerlich erkennbaren Schäden aufgrund Verlust oder Beschädigung des Gutes spätestens bei Ablieferung des Gutes; bei äußerlich nicht erkennbaren Schäden spätestens binnen 7 Tagen – ohne Sonn- und gesetzliche Feiertage – nach Ablieferung; bei Lieferfristüberschreitungen binnen 21 Tagen ab Zurverfügungstellung beim Empfänger). Die Reklamationen haben schriftlich zu erfolgen.

#### Verjährung
Die Ansprüche aus dem CMR-Vertrag verjähren im Regelfall in einem Jahr, in den Fällen von vorsätzlichem oder dem Vorsatz gleichstehenden Verschulden in drei Jahren (Näheres dazu in Artikel 32 Abs. 1 CMR). Der Anspruch wird durch schriftliche Reklamation gehemmt bis zu dem Tag, an dem der Frachtführer die Reklamation schriftlich zurückweist und die beigefügten Belege zurücksendet (Artikel 32 Abs. 2 Satz 1 CMR). Weitere Reklamationen, die denselben Anspruch zum Gegenstand haben, hemmen die Verjährung nicht (Art. 32 Abs. 2 Satz 4 CMR)!

## CMR-Mitgliedstaaten
Afghanistan, Albanien, Armenien, Aserbaidschan, Belgien, Bosnien-Herzegowina, Bulgarien, Dänemark, Deutschland, Estland, Finnland, Frankreich, Georgien, Griechenland, Großbritannien, Iran, Irland, Island, Italien, Jordanien, Kasachstan, Kirgisistan, Kroatien, Lettland, Libanon, Litauen, Luxemburg, Malta, Marokko, Mazedonien, Moldawien, Mongolei, Montenegro, Niederlande, Norwegen, Österreich, Oman, Pakistan, Polen, Portugal, Rumänien, Russland, Schweden, Schweiz, Serbien, Slowenien, Slowakei, Spanien, Syrien, Tadschikistan, Tschechien, Tunesien, Turkmenistan, Türkei, Ukraine, Ungarn, Usbekistan, Belarus, Zypern. (Stand: 1. Februar 2024)